# Izvoru Alb, Neamț
Izvoru Alb este un sat ce aparține orașului Bicaz din județul Neamț, Moldova, România.

## Personalități
- Corneliu Revent (1937–2000), actor de teatru și film